# Wingover
Wingover (dobesedni prevod "čez krilo", angleško tudi wing-over-wing prevedeno "krilo čez krilo") je aerobatski manever pri kateremu se letalo oz. letalna naprava strmo dvigne, nato sledi vertikalni ploščati obrat (letalna naprava se obrne v drugo smer, brez da bi se "prevalila", podobno, kot obračajo avtomobili). Manever se zaključi s kratkim propadanjem, nato pa z elegantnim izhodom iz manevra, naprava leti v nasprotni smeri, kot je vstopila v manever.

## Zaporedje in uporaba
Letalo naredi oster, 180 stopinjsko spremembo smeri, pri tem pa pokriva minimalno horizontalno razdaljo. Manever se začne podobno kot zanka (luping), nekje po četrtini zanke, ko je letalna naprava v navpičnem ali skoraj navpičnem položaju, kar omogoča napravi, da kasneje pri spustu pridobi na hitrosti. Preden začne naprava (pro)padati, začne pilot obračati napravo, tako da poleti krilo iz navpičnega, navzgor obrnjenega, mimo nosu na drugo stran, tako, da je navpično obrnjeno navzdol. K obračanju pripomore tudi sama gravitacija, podobno kot pri "hammerhead" manevru, le da naprava pri wingoverju nikoli ne dejansko zastoji. Namesto tega, da se hitrost ustavi, naprava naredi tik preden se ustavi blag 180 stopinjski ploščati zavoj čez sam "vrh" vzpona, nato se spusti do prvotne višine po vzporedni poti leta, ter tako zaključi četrtino zanke in se vrne na nivo leta z isto hitrostjo, kot je vstopila v manever. 
Wingover je manever, ki se upravlja z napolnjeno energijo. Večkrat je uporabljen tudi v takoimenovanih "dog fight-ih" kot alternativa "split-s"-u, kadar je potreben hiter obrat, vendar se tukaj višina in hitrost v zraku ne spremeni. Ker se letalo ne prevrne, ima ta manever prednost, saj je vidno polje oz smer pilota vedno obrnjena v smeri manevra oz. nasprotnika.